# Église Saint-Crépin-et-Saint-Crépinien de Larchamp
L'église Saint-Crépin-et-Saint-Crépinien est une église catholique située à Larchamp, dans le département français de la Mayenne.

## Localisation
L'église est située dans le bourg de Larchamp, au croisement des routes départementales 224 et 523.

## Histoire
À l'édifice d'origine sont ajoutées des chapelles aux XVIe siècle, XVIIe siècle et XVIIIe siècle. La tour supportant le clocher date de 1786 et la sacristie du début du XXe siècle.
L'inventaire devait se dérouler le 10 février 1906, mais les femmes qui priaient dans l'église fermèrent les portes et les paroissiens au dehors refusèrent de laisser entrer l'agent. 

## Architecture et extérieurs
Le chœur rectangulaire est éclairé par deux lancettes.

## Intérieur

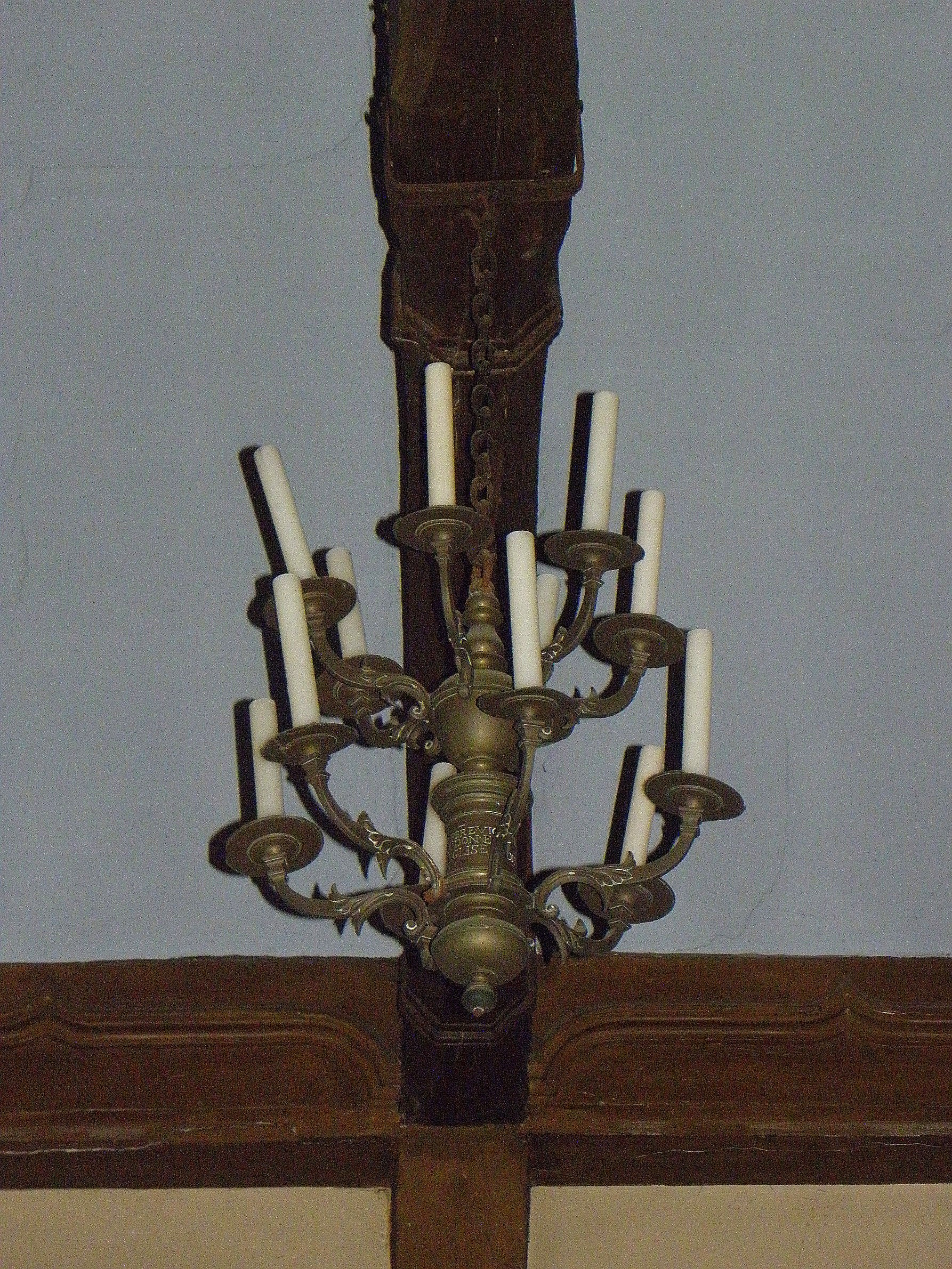
Le lustre en cuivre, classé à titre d'objet.

La voûte de la nef prend la forme d'une coque de bateau renversée. Réalisée en lattis, elle est recouverte en 1875 de plâtre avec des nervures et des culs-de-lampe.
Dans la chapelle de la Vierge est attaché un lustre à douze branches en cuivre, pesant 20 kilogrammes. Datant de 1605, il a été offert à la paroisse par l'un de ses vicaires, Robert Fristeau. Les branches de ce lustre peuvent être placées à volonté dans les rainures. Il est classé à titre d'objet depuis 1910.
Outre celle consacrée à la Vierge Marie, les chapelles sont dédiées à saint Job (1544), saint Mathurin (1657) et sainte Anne (1680).

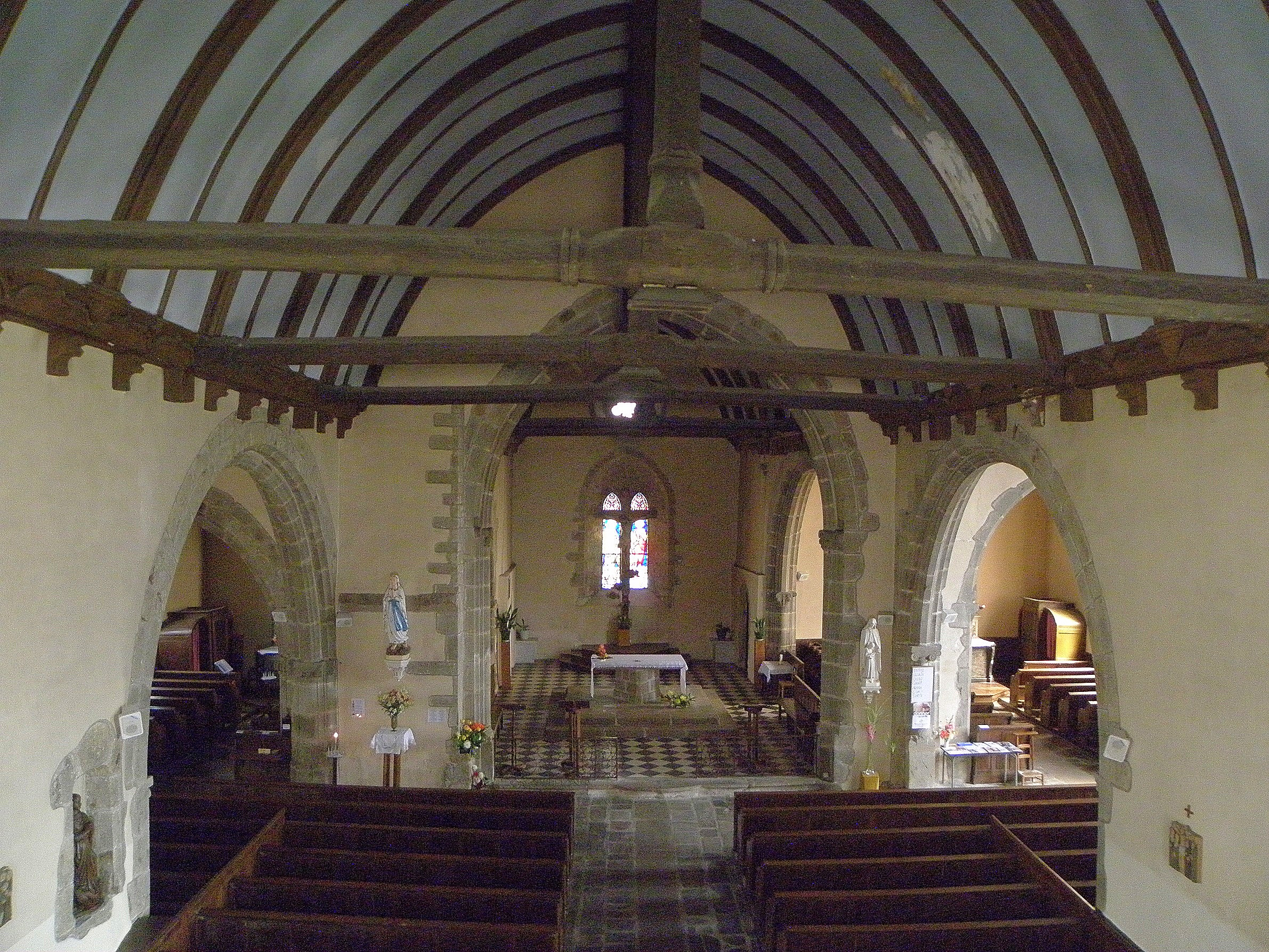
La nef vue de la tribune.
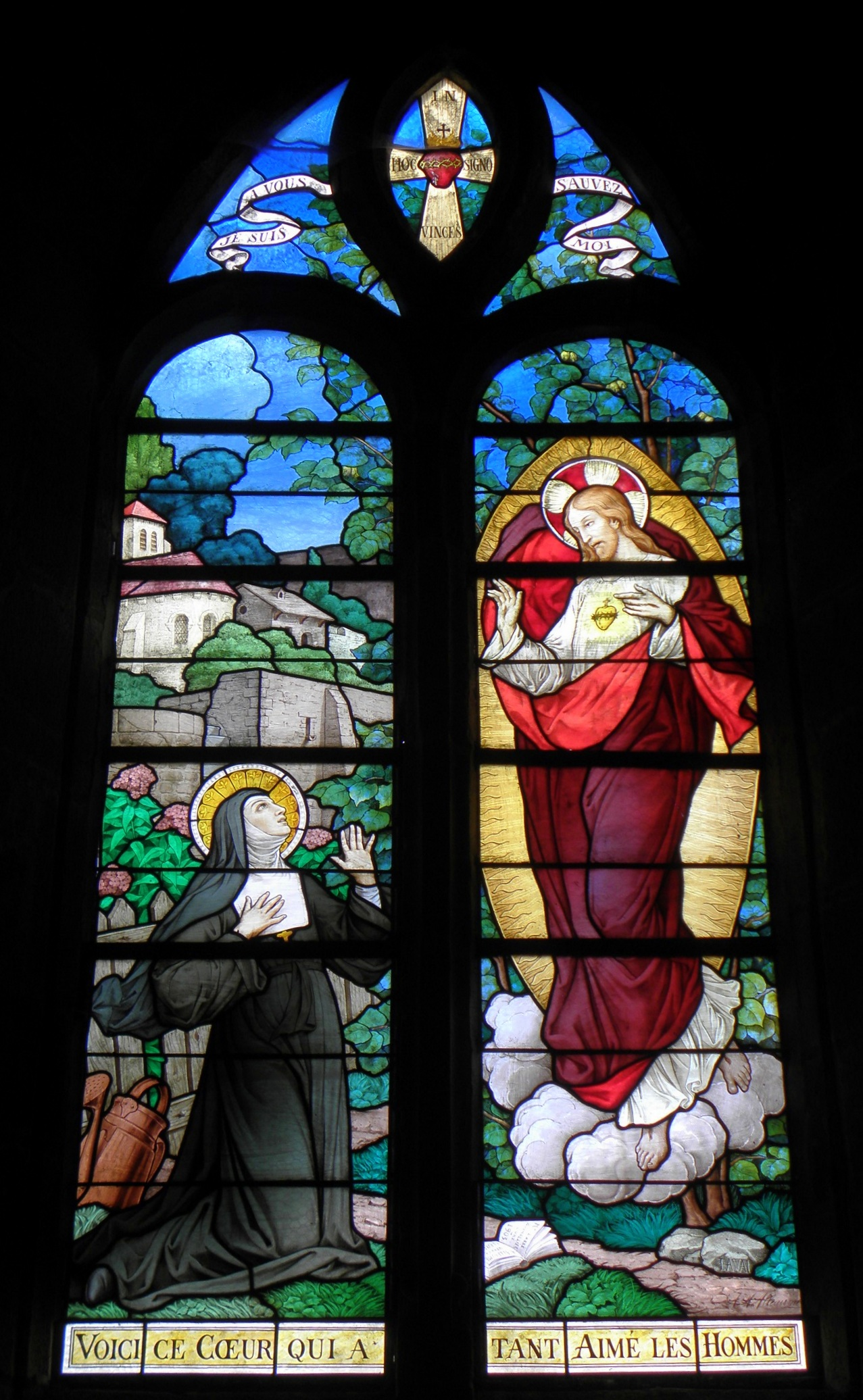
Apparition du Sacré-Cœur à sainte Marguerite-Marie Alacoque.
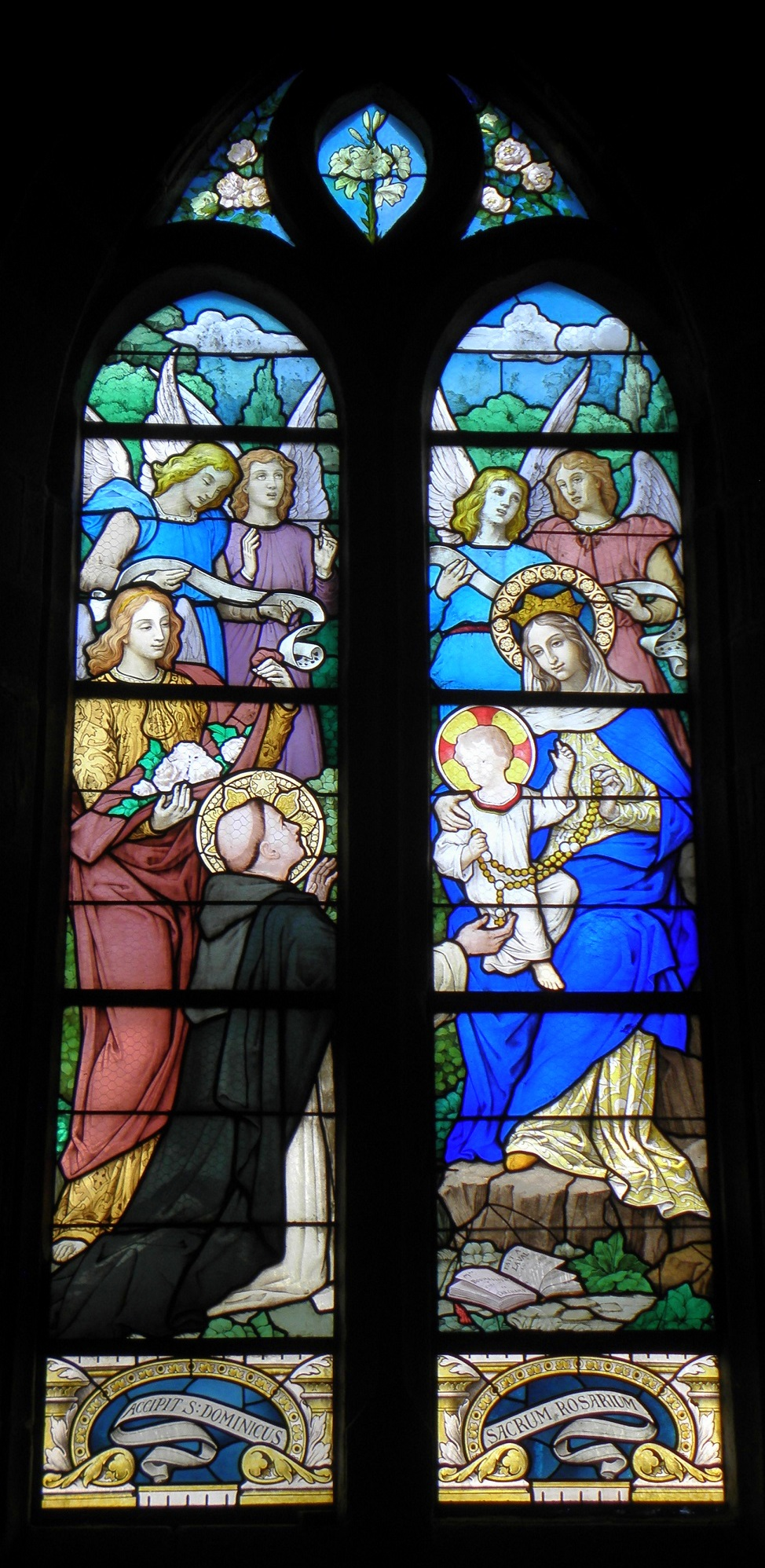
Donation du Rosaire à saint Dominique.
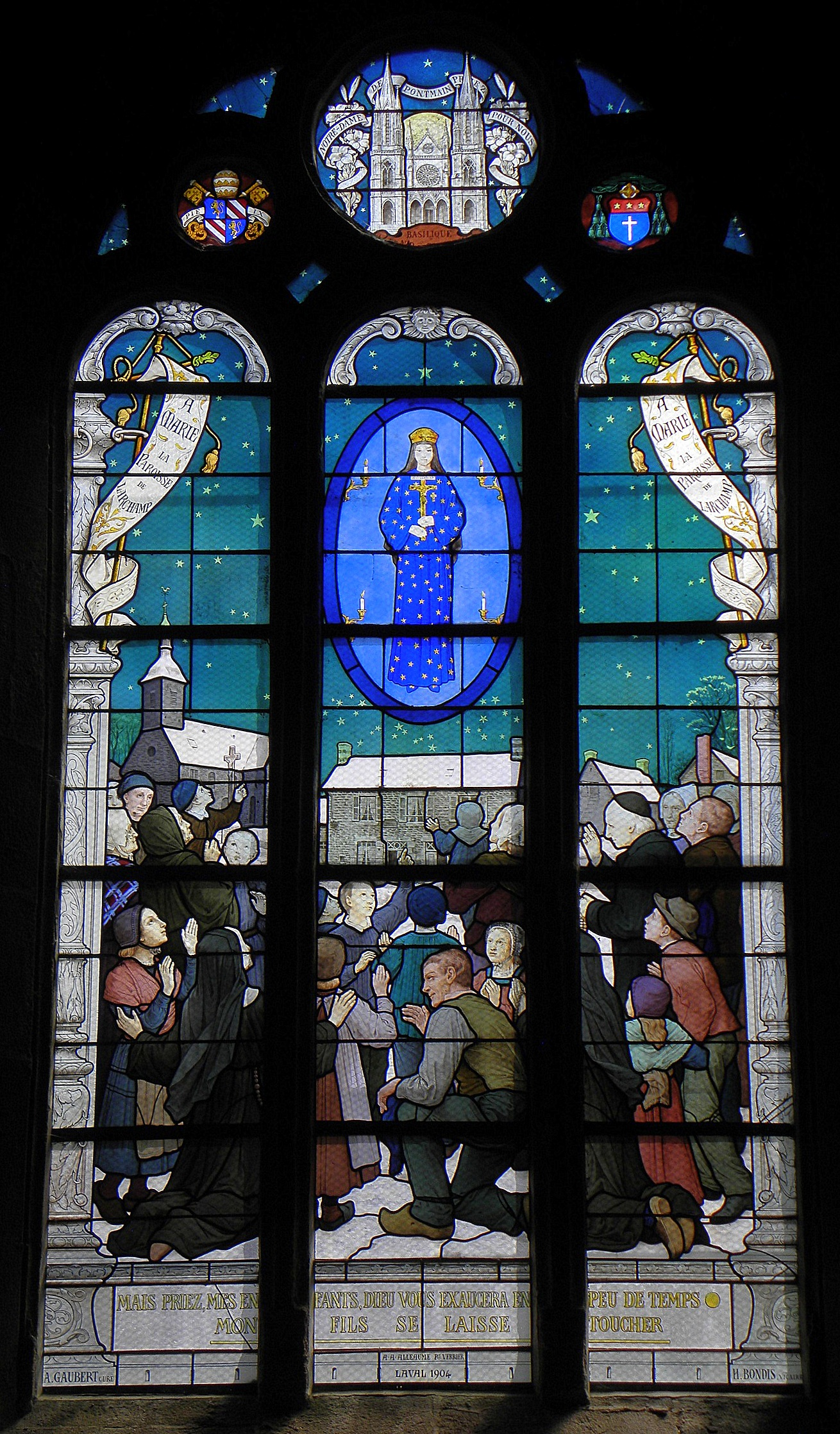
L'Apparition de Pontmain.